# Hantelcichlid
Hantelcichlid (Heros efasciatus) är en fiskart som beskrevs av Heckel, 1840. Hantelcichlid ingår i släktet Heros och familjen Cichlidae. Inga underarter finns listade i Catalogue of Life.